# Phare de Sanibel Island
Le phare de Sanibel Island (en anglais : Sanibel Island Light) est un phare américain de l'ouest de la Floride situé à l'extrémité est de l'île de Sanibel, dans le comté de Lee.
Il est inscrit au Registre national des lieux historiques depuis le 1er octobre 1974 sous le n° 74000648.

## Historique
Les habitants de l'île de Sanibel avaient demandé la construction d'un phare en 1833, mais aucune mesure n'a été prise. En 1856, l'United States Lighthouse Board recommande la construction un phare sur l'île de Sanibel, mais le Congrès ne prend aucune mesure en ce sens. En 1877, des employés du gouvernement inspectent l'extrémité est de l'île et la font réserver pour un phare futur. Le Congrès finit par affecter des fonds à celui-ci en 1883. Les fondations du nouveau phare sont achevées au début de 1884, mais le bateau qui transportait les éléments de ferronnerie de la tour sombre à trois kilomètres de l'île de Sanibel. Une équipe de plongeurs récupère par la suite toutes les pièces de la tour sauf deux éléments.
Punta Rassa devient un port important dans les années 1830 et le reste jusqu'à la guerre hispano-américaine. Il était principalement utilisé pour expédier du bétail de la Floride à Cuba. Jusqu'à ce que les chemins de fer atteignent la région dans les années 1880, les éleveurs emmenent leur bétail du centre de la Floride à Punta Rassa pour le transporter à Cuba.
Le phare, qui marque l'entrée de la baie de San Carlos pour les navires allant au port de Punta Rassa, est placé sur le Registre national des lieux historiques en 1974. La ville de Sanibel est maintenant propriétaire du terrain et des structures du phare, bien que la tour soit toujours opérationnelle sous le contrôle de l'United States Coast Guard. En 2013, il est restauré et repeint.

## Description
Le phare   est une colonne cylindrique métallique avec jambages à claire-voie portant galerie et lanterne  de 30 m de haut. La tour est peinte en brun.
Il émet, à une hauteur focale de 31 m, deux éclats blancs par période de 6 secondes. Sa portée est de 13 milles nautiques (environ 24 km).
Identifiant : ARLHS : USA-734 ; USCG : 3-1245 ; Admiralty : J3086 .

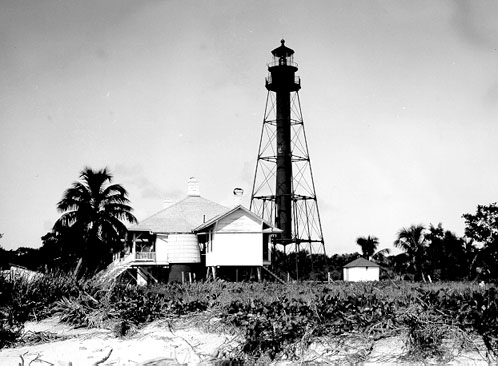
Le phare (photo USCG)
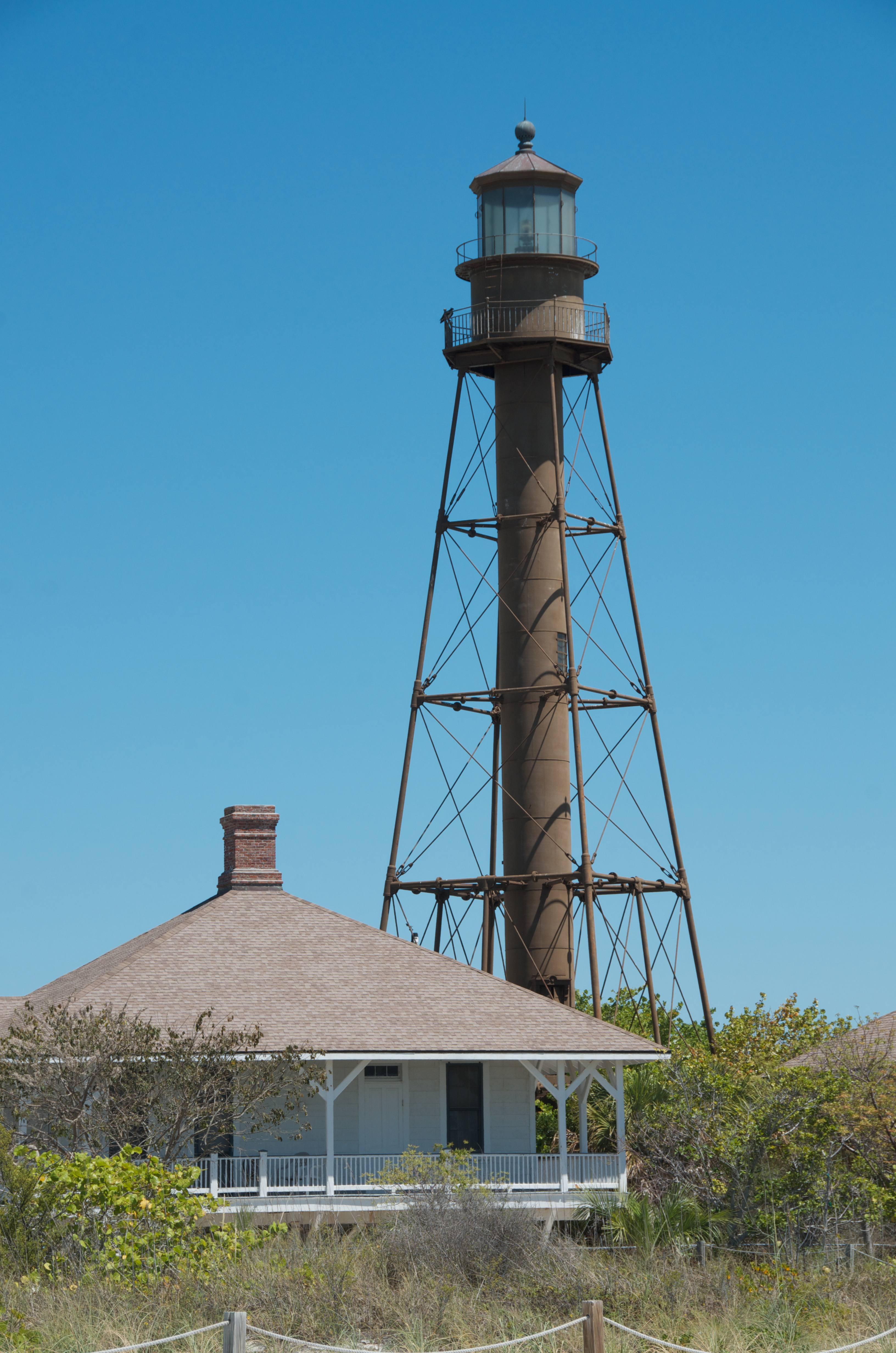
Le phare en 2012
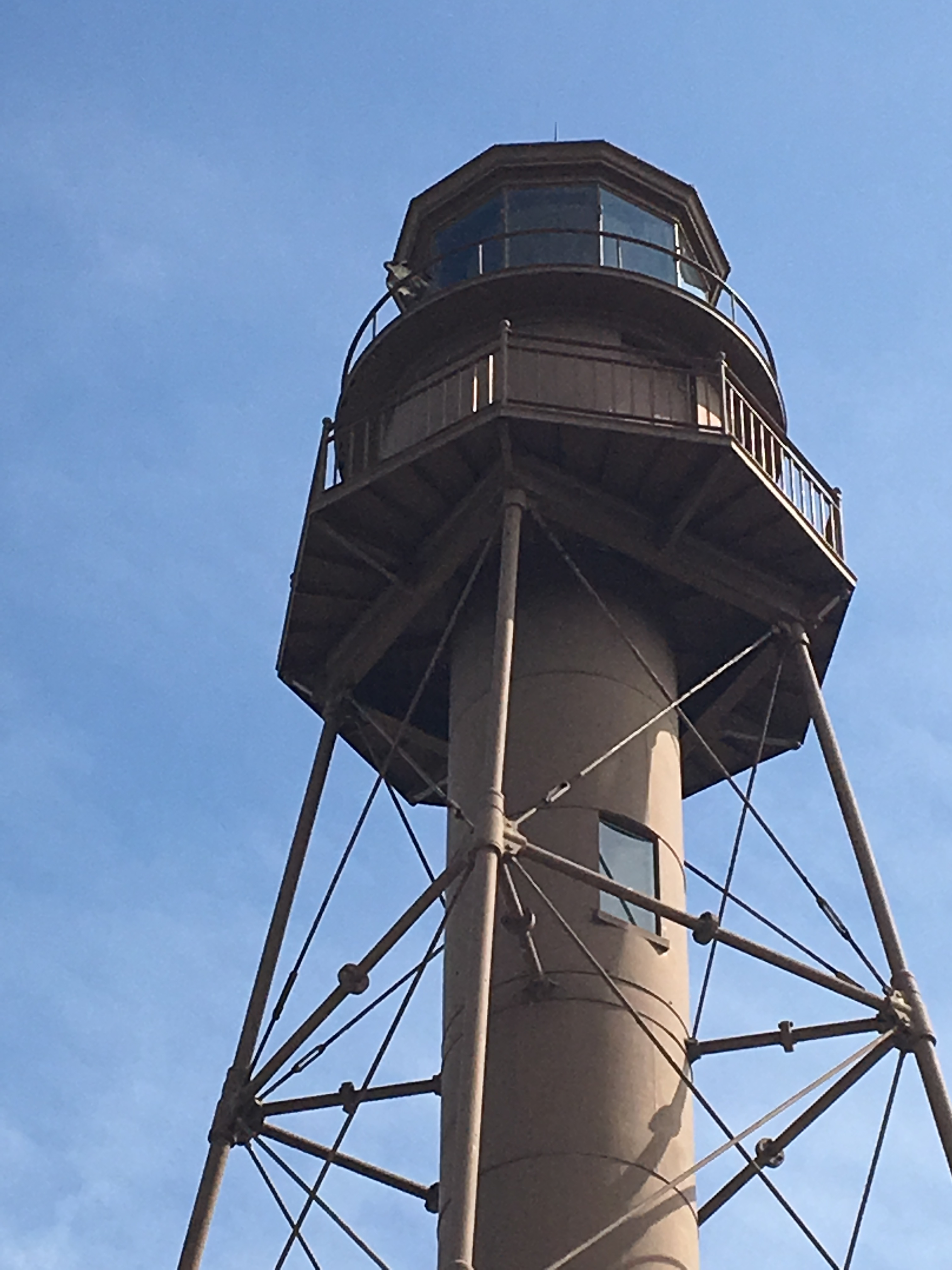
La lanterne

### Lien connexe
- Liste des phares en Floride